# تجرهي
تجرهي قرية وواحة ومفترق طرق في منطقة مرزق في ليبيا. وهي آخر نقطة للتزود بالوقود في ليبيا قبل الوصول إلى ماداما في النيجر، على بعد حوالي 282 كيلومترا إلى الجنوب  أو 361 كم عن المسلك.وفيها مهبط للطائرات جنوبا.

## التاريخ
تقع تجرهي أقصى جنوب فزان على طرق التجارة الصحراوية إلى نهر النيجر وبحيرة تشاد والسودان.
في 2004 شرع في بناء طريق معبد من القطرون عبر تجرهي حتى الحدود ليبيا والنيجر في تومو. تنشعب طريق طويلة من طريق القوافل من طرابلس وسرت في الشمال إلى بحيرة تشاد في الجنوب.